# William Wack
William A. Wack C.S.C. también conocido como Bill Wack (n. South Bend, Indiana, Estados Unidos, 28 de junio de 1967) es un obispo católico, economista, politólogo, experto en relaciones internacionales y gestor ejecutivo estadounidense.
Nacido y criado en la ciudad de South Bend, perteneciente al Estado de Indiana.
Cuando terminó la secundaria en el instituto, entró en la Universidad de Notre Dame, donde en 1990 se sacó el título de grado en Economía, Ciencias Políticas y Relaciones Internacionales.
Luego al descubrir su vocación religiosa, ingresó en la Congregación de Santa Cruz (C.S.C.), con los hizo sus votos monásticos el 28 de agosto de 1993 y fue ordenado sacerdote el 9 de abril de 1994.
Seguidamente regresó a la Universidad de Notre Dame, para diplomarse en Gestión Ejecutiva. Durante estos años, ha ejercido su ministerio pastoral en diferentes áreas de su comunidad religiosa.
Desde 2003 hasta 2008 perteneció a la Junta Directiva de Caritas en la Diócesis de Phoenix. 
Un año más tarde fue destinado a la Diócesis de Austin (Texas), donde ejerció como Pastor, Presidente de la Comisión Diocesana de Escuelas Católicas, Vicepresidente del Consejo Presbiteral y Decano del Decanato de la ciudad de Austin.
Ya el 29 de mayo de 2017 ha ascendido al episcopado, tras haber sido nombrado por Su Santidad el papa Francisco como nuevo Obispo de la Diócesis de Pensacola-Tallahassee, en sustitución de "Monseñor" Gregory Lawrence Parkes que pasa a ser Obispo de San Petersburgo (Florida).